# مسابقات ورزش‌های آبی اروپا ۲۰۰۰
مسابقات ورزش‌های آبی اروپا ۲۰۰۰ از ۳ تا ۹ ژوئیه ۲۰۰۰ در شهر هلسینکی، فنلاند برگزار شده است.

## جدول مدال‌ها
میزبان 
| رتبه  | کشور           | طلا | نقره | برنز | مجموع |
| ۱     | روسیه          | ۱۶  | ۳    | ۴    | ۲۳    |
| ۲     | آلمان          | ۷   | ۱۲   | ۲    | ۲۱    |
| ۳     | ایتالیا        | ۶   | ۷    | ۳    | ۱۶    |
| ۴     | سوئد           | ۶   | ۲    | ۳    | ۱۱    |
| ۵     | اوکراین        | ۴   | ۳    | ۶    | ۱۳    |
| ۶     | اسپانیا        | ۴   | ۱    | ۶    | ۱۱    |
| ۷     | رومانی         | ۳   | ۶    | ۵    | ۱۴    |
| ۸     | مجارستان       | ۳   | ۱    | ۰    | ۴     |
| ۹     | فرانسه         | ۱   | ۲    | ۶    | ۹     |
| ۱۰    | اسلواکی        | ۱   | ۲    | ۱    | ۴     |
| ۱۱    | فنلاند         | ۱   | ۱    | ۱    | ۳     |
| ۱۱    | سوئیس          | ۱   | ۱    | ۱    | ۳     |
| ۱۳    | بلاروس         | ۱   | ۱    | ۰    | ۲     |
| ۱۳    | لهستان         | ۱   | ۱    | ۰    | ۲     |
| ۱۵    | کرواسی         | ۱   | ۰    | ۰    | ۱     |
| ۱۶    | هلند           | ۰   | ۵    | ۲    | ۷     |
| ۱۷    | بریتانیای کبیر | ۰   | ۲    | ۶    | ۸     |
| ۱۸    | دانمارک        | ۰   | ۲    | ۲    | ۴     |
| ۱۹    | بلژیک          | ۰   | ۱    | ۲    | ۳     |
| ۲۰    | لیتوانی        | ۰   | ۱    | ۰    | ۱     |
| ۲۱    | جمهوری چک      | ۰   | ۰    | ۲    | ۲     |
| ۲۲    | اتریش          | ۰   | ۰    | ۱    | ۱     |
| ۲۲    | اسرائیل        | ۰   | ۰    | ۱    | ۱     |
| ۲۲    | ترکیه          | ۰   | ۰    | ۱    | ۱     |
| مجموع | مجموع          | ۵۶  | ۵۴   | ۵۵   | ۱۶۵   |